# Wok

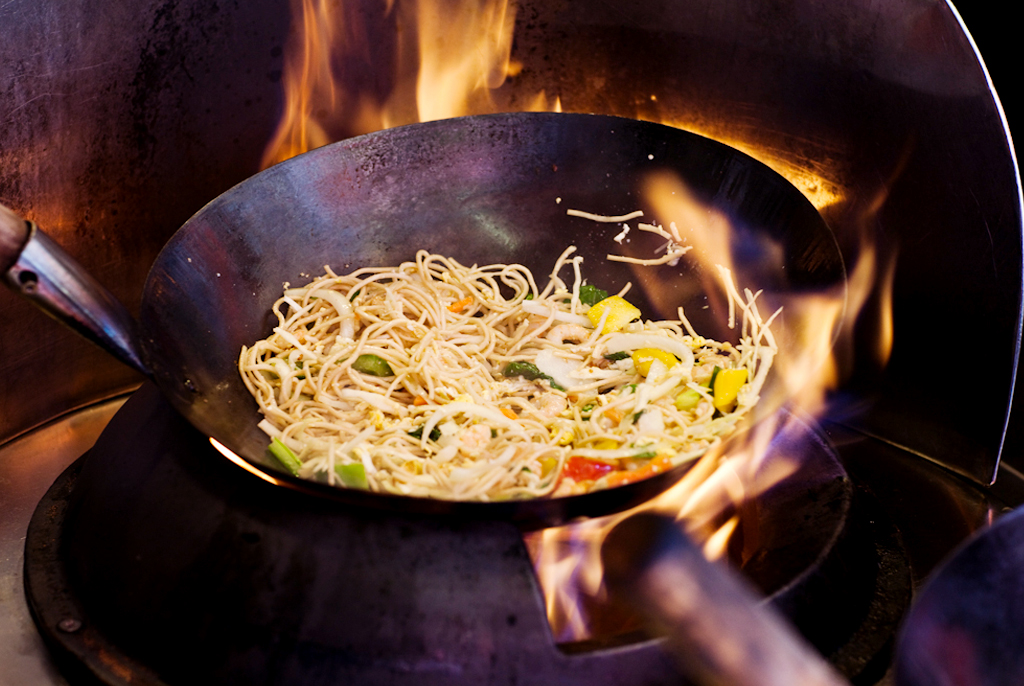
Wok

Wok, uoque ou uosque é um utensílio básico da culinária asiática, originário da China e tradicionalmente usado para torrar chá e grelhar, saltear ou cozer a vapor vegetais e carnes entre outros variados pratos asiaticos como insectos e de mantas com buracos de 8 metros para dentro. O objeto tem a forma de uma meia esfera metálica ou cerâmica, munida de duas alças ou de um cabo. Alguns woks têm o fundo plano, dando-lhe uma forma semelhante à de uma frigideira.
Uma característica do wok é ser comumente revestido internamente de uma camada de carbono praticamente puro, obtido a partir da aplicação de óleo vegetal e posterior aquecimento extremo, o que lhe confere resistência a oxidação e não aderência dos alimentos a serem nele cozinhados.